# Viparyaya
Viparyaya (devanāgarī: विपर्यय) est un terme sanskrit qui signifie, selon les Yoga Sūtra de Patañjali, la connaissance viciée ou le jugement erroné fondé sur les sens au moyen de la perception d'objets qui semble être réelle mais non basée sur leur nature véritable. C'est un des cinq Vṛtti dans ce système philosophique. Viparaya est de cinq sortes qui sont:
- avidyā : l'ignorance ;
- asmitā : le sens du « je » ou l'égoïsme ;
- rāga : la passion ;
- dveṣa : l'aversion ou la haine ;
- abhiniveśa : l'attachement à l'existence.